# Antonio Pucci (gonfaloniere)
Antonio di Puccio di Antonio Pucci (Firenze, 8 marzo 1418 – Pisa, 6 novembre 1484) è stato un politico italiano, appartenente alla famiglia fiorentina dei Pucci, e grazie alla sua figura la famiglia Pucci crebbe notevolmente di importanza nella società fiorentina.

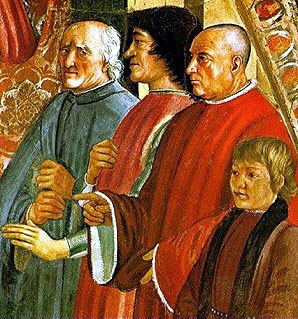
Antonio Pucci, a sinistra, accanto a Lorenzo de' Medici, Francesco Sassetti e suo figlio Federigo

Stemma Pucci

Figlio del fedelissimo di Cosimo il Vecchio Puccio Pucci, si arricchì con Luca Pitti in un'industria serica facendone il socio paritario e fu un fedelissimo di Casa Medici. A differenza di Luca infatti appoggiò sempre la linea medicea dominante, divenendo uomo di fiducia di Piero e di Lorenzo il Magnifico, ai cui indirizzi politici contribuì rivestendo varie cariche politiche: priore nel 1452, 1457 e 1475, Gonfaloniere di Giustizia nel 1463 e 1480, spesso magistrato dei Dieci di Balìa, soprattutto nei momenti chiave del 1452 e come Accoppiatore nel 1471 e nel 1474. Fu inoltre presente nella Commissione Fiscale del 1482 e in altre cariche esterne. 
Morì nel 1484 a Pisa, per gli effetti di una violenta febbre, al tempo dell’assedio di Pietrasanta., dove si trovava come commissario con compiti finanziari.
Fu in strettissimi rapporti epistolari col Magnifico durante la difficile riconciliazione col re di Napoli e col Papa; non a caso venne ritratto accanto a Lorenzo e Francesco Sassetti nella scena della Conferma della regola di Domenico Ghirlandaio nella cappella Sassetti a Firenze. 

## Matrimoni e discendenza
Sposò in prime nozze nel 1443 Maddalena di Betto di Giuliano Gini (1426-di parto, 11 agosto 1458), dalla quale ebbe sette figli:
- Lucrezia (1446-?), sposò nel 1460 Francesco di Jacopo Degli Agli
- Giovanni (morto in tenera età)
- Selvaggia (1452-4 febbraio 1498), sposò nel 1469 Luca di Giorgio Ugolini (1451-1532)
- Puccio (5 aprile 1453-31 agosto 1494), sposò nel 1483 Girolama Farnese (1466-1505), sorella del futuro Papa Paolo III
- Alessandro (1° settembre 1454-24 febbraio 1525), sposò nel 1482 Sibilla di Francesco Sassetti
- Oretta (1456-1483), sposò nel 1471 Michele di Bernardo di Lapo Niccolini
- Lorenzo (1458-1531), cardinale

Sposò in seconde nozze nel 1459 Piera di Giannozzo Manetti (1438-1489), dalla quale ebbe sei figli:
- Giannozzo (10 agosto 1460-21 agosto 1497), sposò in prime nozze Smeralda di Ugolino dei marchesi di Monte Santa Maria (?-agosto 1482); in seconde nozze nel 1483 Lucrezia di Piero di Giovanni Bini (1468-?); accusato di cospirare a favore dei Medici, fu giustiziato dal governo dei piagnoni
- Roberto (1463-1547), sposò nel 1491 Dianora di Lorenzo Lenzi (?-22 giugno 1526); vedovo, entrò in religione e divenne infine cardinale
- Lena, sposò nel 1481 Girolamo di Niccolò Capponi (1460-1537)
- Nannina,
- Alessandra (?-1538), sposò nel 1493 Piero di Tanai de' Nerli
- Piero (1475-1518), sposò Lucrezia di Lanfredino Lanfredini (?-1561)